# I Feed You My Love

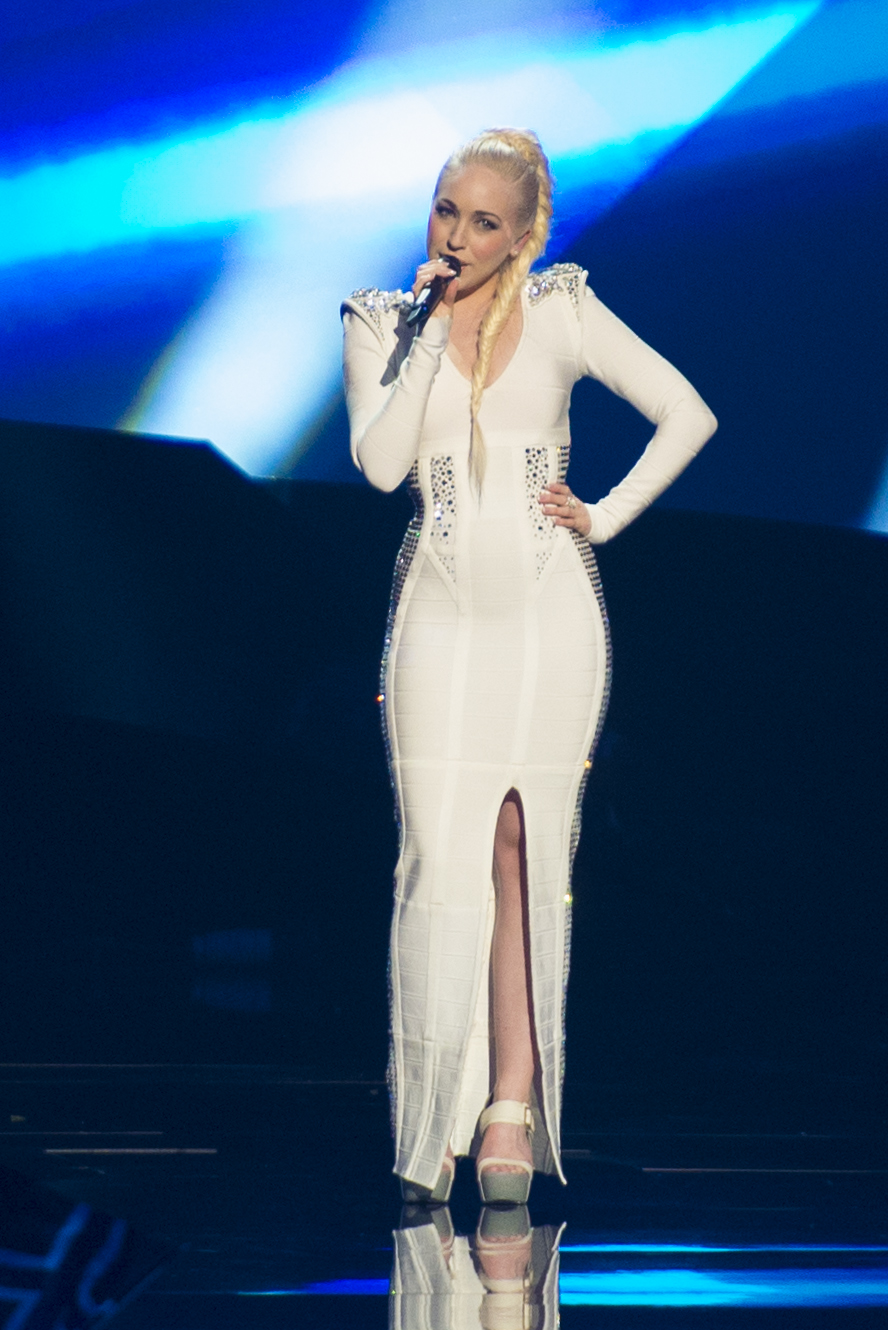
Маргарет на репетиции выступления на «Евровидении-2013»

«I Feed You My Love» (с англ. — «Подпитываю тебя любовью») — песня норвежской певицы Маргарет Бергер, с которой она представляла Норвегию на конкурсе песни «Евровидение 2013». Авторами песни являются Карин Парк и шведская продюсерская группа MachoPsycho.
Песня написана в си миноре. Начинается она с риффа в стиле дарк-электро (контрастирующего с нежным вокалом Бергер). «Разреженная» аранжировка основана на роскошных струнных, а в середине первого куплета вступают ударные. По словам автора текстов Карин Парк, песня «о том, чтобы иметь мужество и силу делать то, что ты хочешь».
Композиция стала победной после фестиваля «Melodi Grand Prix 2013», что позволило её исполнительнице представить свою страну на международном конкурсе песни «Евровидение 2013», который прошёл в Мальмё, Швеция. По итогам конкурса «I Feed You My Love» заняла 4 место, набрав 191 балл.

## Список композиций
| №  | Название             | Длительность |
| -- | -------------------- | ------------ |
| 1. | «I Feed You My Love» | 3:02         |

| №  | Название                                | Длительность |
| -- | --------------------------------------- | ------------ |
| 1. | «I Feed You My Love» (Extended Version) | 3:19         |

| №  | Название                                          | Длительность |
| -- | ------------------------------------------------- | ------------ |
| 1. | «I Feed You My Love»                              | 3:02         |
| 2. | «I Feed You My Love» (Macho Collective Remix)     | 3:15         |
| 3. | «I Feed You My Love» (Robin Low Remix)            | 6:13         |
| 4. | «I Feed You My Love» (Jay Hardway Remix)          | 4:56         |
| 5. | «I Feed You My Love» (Dan Miles & Di Ferro Remix) | 6:09         |
| 6. | «I Feed You My Love» (Torus Flow Remix)           | 6:28         |

## Чарты
| Чарт (2013)                                | Высшая позиция |
| ------------------------------------------ | -------------- |
| Австрия (Ö3 Austria Top 40)                | 51             |
| Бельгия/Фландрия (Ultratip Bubbling Under) | 24             |
| Дания (Tracklisten)                        | 36             |
| Финляндия (Latauslista Download)           | 3              |
| Германия (GfK)                             | 24             |
| Исландия (RÚV)                             | 7              |
| Ирландия (IRMA)                            | 54             |
| Нидерланды (Single Top 100)                | 49             |
| Норвегия (VG-lista)                        | 4              |
| Швеция (Sverigetopplistan)                 | 33             |
| Швейцария (Schweizer Hitparade)            | 26             |
| Великобритания (OCC UK Singles)            | 80             |
| Великобритания (OCC UK Indie)              | 13             |